# Bercher
Bercher est une commune suisse du canton de Vaud, située dans le district du Gros-de-Vaud. Entre 1960 et 2007, elle faisait partie du district d'Échallens.

## Géographie

### Situation

Vue aérienne (1963).

Le territoire de Bercher s'étend sur 4,25 km2. Lors du relevé de 2013-2018, les surfaces d'habitations et d'infrastructures représentaient 17,1 % de sa superficie, les surfaces agricoles 55,5 %, les surfaces boisées 26,2 % et les surfaces improductives 0,5 %.
Jusqu'à sa dissolution, la commune faisait partie du district de Moudon. Depuis le 1er janvier 2008, elle fait partie du nouveau district du Gros-de-Vaud. Elle a des frontières communes avec Oppens, Ogens, Montanaire, Boulens, Fey et Rueyres.
Le territoire communal se trouve sur le plateau suisse, dans la région du Gros-de-Vaud, principalement sur un large plateau situé au sud de la colline de La Chavanne qui, avec 668 mètres d'altitude, est le point culminant de la commune. Ce plateau est bordé à l'est par une vallée d'une centaine de mètres de profondeur, taillée dans la molasse par la Mentue. Les frontières ouest et sud de la commune sont marquées respectivement par le ruisseau Foirause et la forêt du bois Béta.
En plus du village de Bercher, la commune compte également le hameau du Martinet situé au bord de la Mentue, ainsi que plusieurs exploitations agricoles dispersées.

### Transports
Au niveau des transports en commun, Bercher fait partie de la communauté tarifaire vaudoise Mobilis. La commune est desservie depuis 1889 par la ligne de train régionale du chemin de fer Lausanne-Échallens-Bercher qui s'arrête à la gare de Bercher, terminus de la ligne. Les bus de CarPostal reliant Bercher à Yverdon-les-Bains par Gossens ou Ursins et celui faisant le parcours Thierrens-Bercher-Bioley-Magnoux-Donneloye s'arrêtent également dans la commune. Bercher est aussi desservi par les bus sur appel Publicar, qui sont aussi un service de CarPostal.

## Histoire
Bercher est connu sous le nom de de Berchiaco en 1154. L'église Notre-Dame est mentionnée en 1228. Au Moyen Âge, Bercher est le centre d'une seigneurie incluant plusieurs villages des environs, qui est une possession des sires de Cossonay puis de l'évêque de Lausanne. La seigneurie change plusieurs fois de propriétaire avant que Berne l'érige en baronnie en 1712. Le vieux château est démoli entre 1658 et 1732 et le château actuel est bâti à la fin du XVIIe siècle. Bercher fait partie du bailliage d'Yverdon à l'époque bernoise, puis du district d'Yverdon de 1798 à 1803, du district de Moudon jusqu'en 1960, du district d'Échallens jusqu'en 2007 et du district du Gros-de-Vaud depuis 2008. Une nouvelle église est construite en 1724. Le chemin de fer Lausanne-Échallens-Bercher existe depuis 1889.

## Politique
Lors des élections fédérales suisses de 2011, la commune a voté à 27,26 % pour l'Union démocratique du centre. Les deux partis suivants furent le Parti socialiste suisse avec 26,49 % des suffrages et le Parti libéral-radical avec 18,71 %.
Lors des élections cantonales au Grand Conseil de mars 2011, les habitants de la commune ont voté pour le Parti libéral-radical à 28,15 %, le Parti socialiste à 24,26 %, l'Alliance du centre à 17,90 %, les Verts à 16,04 % et l'Union démocratique du centre à 13,65 %.	
Sur le plan communal, Bercher est dirigée par une municipalité formée de 5 membres et dirigée par un syndic pour l'exécutif et un Conseil communal dirigé par un président et secondé par un secrétaire pour le législatif.

## Population et société

### Surnoms
Les habitants de la commune sont surnommés les Brûle-Chapeaux (lè Bourla-Tsapî en patois vaudois ; selon une histoire, ils auraient brûlé les chapeaux des habitants d'une autre commune pour venger l'exécution de l'un de leurs concitoyens) et les Chiens (lè Tsin).

### Démographie

#### Évolution de la population
La commune compte 1 329 habitants au 31 décembre 2023 pour une densité de population de 313 hab/km2. Sur la période 2010-2023, sa population a augmenté de 19,8 % (canton : 18,6 % ; Suisse : 9,4 %).  

#### Pyramide des âges
En 2023, le taux de personnes de moins de 30 ans s'élève à 37 %, au-dessus de la valeur cantonale (34,6 %). Le taux de personnes de plus de 60 ans est quant à lui de 23,1 %, alors qu'il est de 22,5 % au niveau cantonal.
La même année, la commune compte 656 hommes pour 673 femmes, soit un taux de 49,4 % d'hommes, supérieur à celui du canton (49,1 %).
| Hommes | Classe d’âge | Femmes |
| ------ | ------------ | ------ |
| 0,5    | 90 ans ou +  | 0,9    |
| 5,9    | 75 à 89 ans  | 8,0    |
| 15,1   | 60 à 74 ans  | 15,8   |
| 22,1   | 45 à 59 ans  | 22,4   |
| 17,7   | 30 à 44 ans  | 17,5   |
| 21,2   | 15 à 29 ans  | 17,5   |
| 17,5   | - de 14 ans  | 17,8   |

| Hommes | Classe d’âge | Femmes |
| ------ | ------------ | ------ |
| 0,6    | 90 ans ou +  | 1,4    |
| 6,5    | 75 à 89 ans  | 8,7    |
| 13,5   | 60 à 74 ans  | 14,3   |
| 20,9   | 45 à 59 ans  | 20,9   |
| 22,3   | 30 à 44 ans  | 21,7   |
| 19,6   | 15 à 29 ans  | 17,7   |
| 16,6   | - de 14 ans  | 15,3   |

#### Langues et religions
En 2000, la langue la plus parlée à Bercher est le français, avec 814 personnes (92,5 %). La deuxième langue est l'allemand (3,1 %). Sur le plan religieux, la communauté protestante est la plus importante avec 546 personnes (62 %), suivie des catholiques (176 ou 20 %). 104 personnes (11,8 %) n'ont aucune appartenance religieuse.

## Économie
Jusque dans la seconde moitié du XXe siècle, l'économie locale était principalement tournée vers l'agriculture, l'arboriculture fruitière et l'élevage qui ne jouent plus qu'un rôle mineur dans l'emploi local de nos jours. Depuis le XIVe siècle, un moulin et une forge sont attestés sur le cours de la Mentue.
En 1880, la commune connait un premier développement important avec la création d'une fabrique de lait condensé par l'entreprise Nestlé ; cette usine a fonctionné jusqu'en 1921. Bercher a ensuite vu la création de plusieurs entreprises, dans les domaines du transport, de l'horticulture, des ateliers mécaniques ; la commune compte également un entrepôt de céréales ainsi que de nombreuses autres petites entreprises.
Dans les dernières décennies, le village a connu un nouveau développement avec la création de zones résidentielles habitées par des personnes travaillant principalement dans les régions lausannoise et d'Yverdon-les-Bains.
La commune compte une boulangerie, un café-bar ainsi qu'une pharmacie.

## Culture et patrimoine

### Patrimoine bâti
Le château de Bercher, l'église Saint-Michel et sa cure ainsi qu'un grenier sont inscrits comme biens culturels d'importance régionale dans la liste cantonale dressée en 2009. La commune compte également un parc animalier.

### Héraldique
| Armes de Bercher | Les armes de la commune de Bercher se blasonnent ainsi : De gueules à la fasce d'or chargée d'un chapeau du premier et accompagnée de trois annelets du second. |